# Пітер Геджес
Пітер Геджес (англ. Peter Hedges; нар. 6 липня 1962, Вест Де Мойн, Айова, США) — американський сценарист, режисер, письменник, драматург, номінант на премію «Оскар» за найкращий адаптивний сценарій до фільму «Мій хлопчик».

## Біографія
Пітер Геджес народився в родині психотерапевта Керол Сімпсон і священика Єпископальної церкви Роберта Геджеса, до того ж він 21 рік був капеланом Національної Гвардії. Батько помер у 2014. У школі він був учасником драматичного гуртка. У 1984 Геджес закінчив Університет мистецтв Північної Кароліни за напрямком драматургія.

## Особисте життя
5 червня 1993 одружився з акторкою Сьюзен Брюс Тітман. У пари народилося двоє дітей Саймон і Лукас.

## Кар'єра
Перші шість своїх п'єс Гедж створив між 1984—1988. Його дебютний роман став основою для фільму «Що гнітить Гілберта Грейпа», що дало старт його кінокар'єри. Потім він працював над сценарієм до драми «Карта світу», у якому знімались Сігурні Вівер і Джуліанн Мур. Участь у фільмі «Мій хлопчик» разом зі співавторами принесла Геджесу номінацію на «Оскар». У 2003 він дебютував як режисер стрічки «Свято Ейпріл». Наступна його комедійна драма «Закохатися у наречену брата» вийшла в прокат у 2007.
У 2009 стало відомо, що Геджес буде режисером та сценаристом стрічки «Дивне життя Тімоті Гріна» компанії Disney, яка вийшла 2012 року. Прем'єра анімаційного фільму «Добрий динозавр», у якому він брав участь як сценарист, відбулась у 2015.

## Фільмографія
| Рік         | Назва українською           | Оригінальна назва             | Сценарист | Режисер | Примітки |
| ----------- | --------------------------- | ----------------------------- | --------- | ------- | -------- |
| 1993        | Що гнітить Гілберта Грейпа  | What's Eating Gilbert Grape   | Так       |         |          |
| 1999        | Карта світу                 | A Map of the World            | Так       |         |          |
| 2002        | Мій хлопчик                 | About a Boy                   | Так       |         |          |
| 2003        | Свято Ейпріл                | Pieces of April               | Так       | Так     |          |
| 2007        | Закохатися у наречену брата | Dan in Real Life              | Так       | Так     |          |
| 2012        | Дивне життя Тімоті Гріна    | The Odd Life of Timothy Green | Так       | Так     |          |
| 2014 — 2015 | Мій хлопчик                 | About a Boy                   | Так       |         |          |
| 2015        | Добрий динозавр             | The Good Dinosaur             | Так       |         |          |